# EDVAC報告書的第一份草案

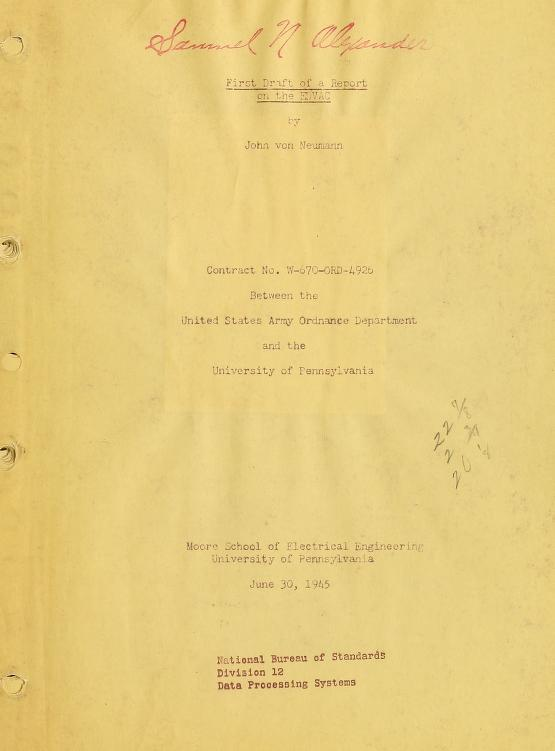
EDVAC報告書的第一份草案封面

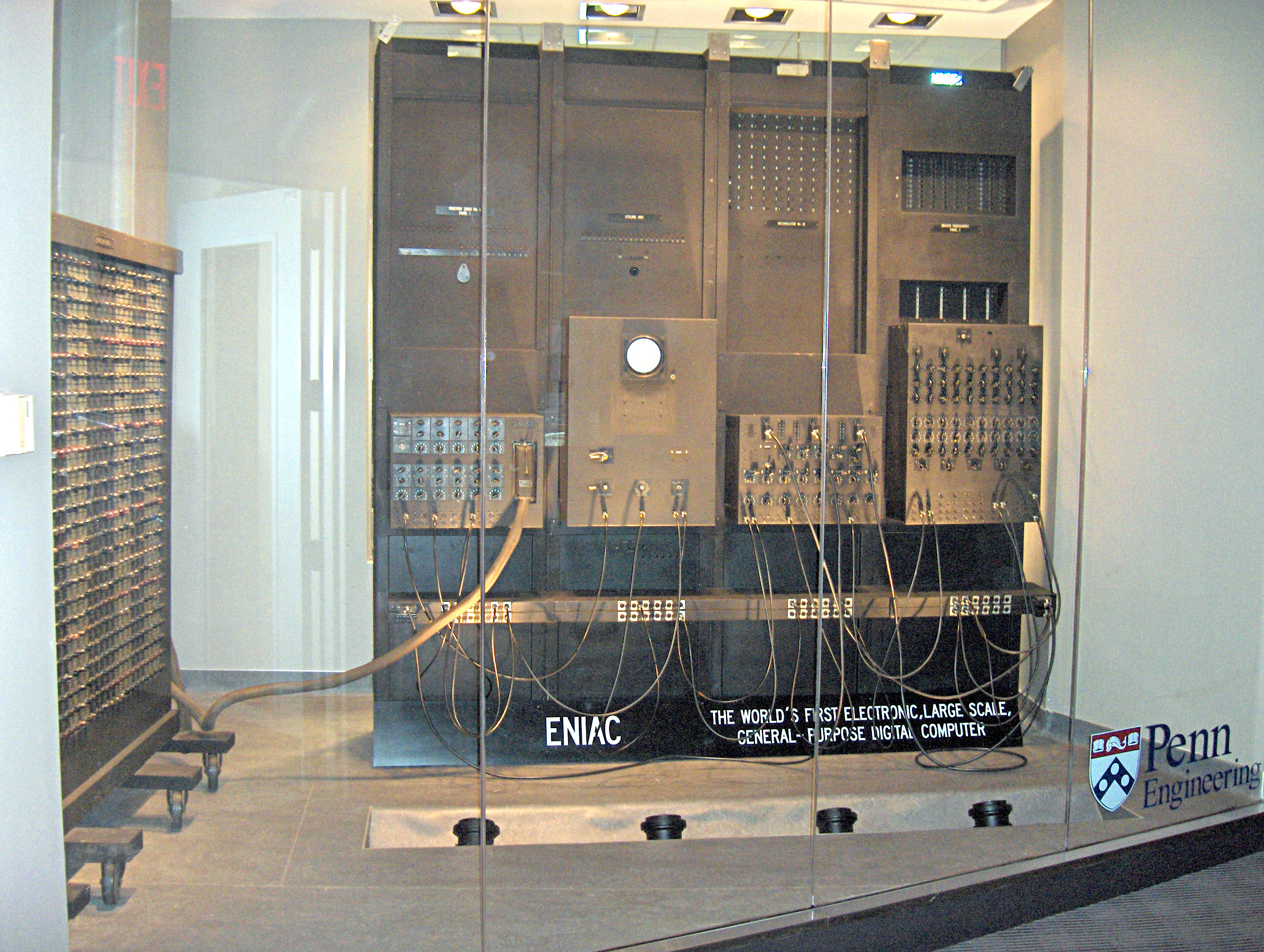
ENIAC的四个面板和一个函数表，展览于宾夕法尼亚大学工程和应用科学学院。

《EDVAC報告書的第一份草案》（英語：First Draft of a Report on the EDVAC），一般簡稱為《第一份草案》，是由美籍猶太數學家约翰·冯·诺伊曼所撰寫共101頁未完成文件，於1945年6月30日，由ENIAC機密計劃的安全官赫爾曼·戈德斯坦（Herman Goldstine）所發表。內容包含了第一次公諸於世的使用儲存程式概念電腦的邏輯設計描述，即後來成為眾所熟知且頗具爭議的范紐曼型架構。

## 歷史
这篇报告封面上写着：

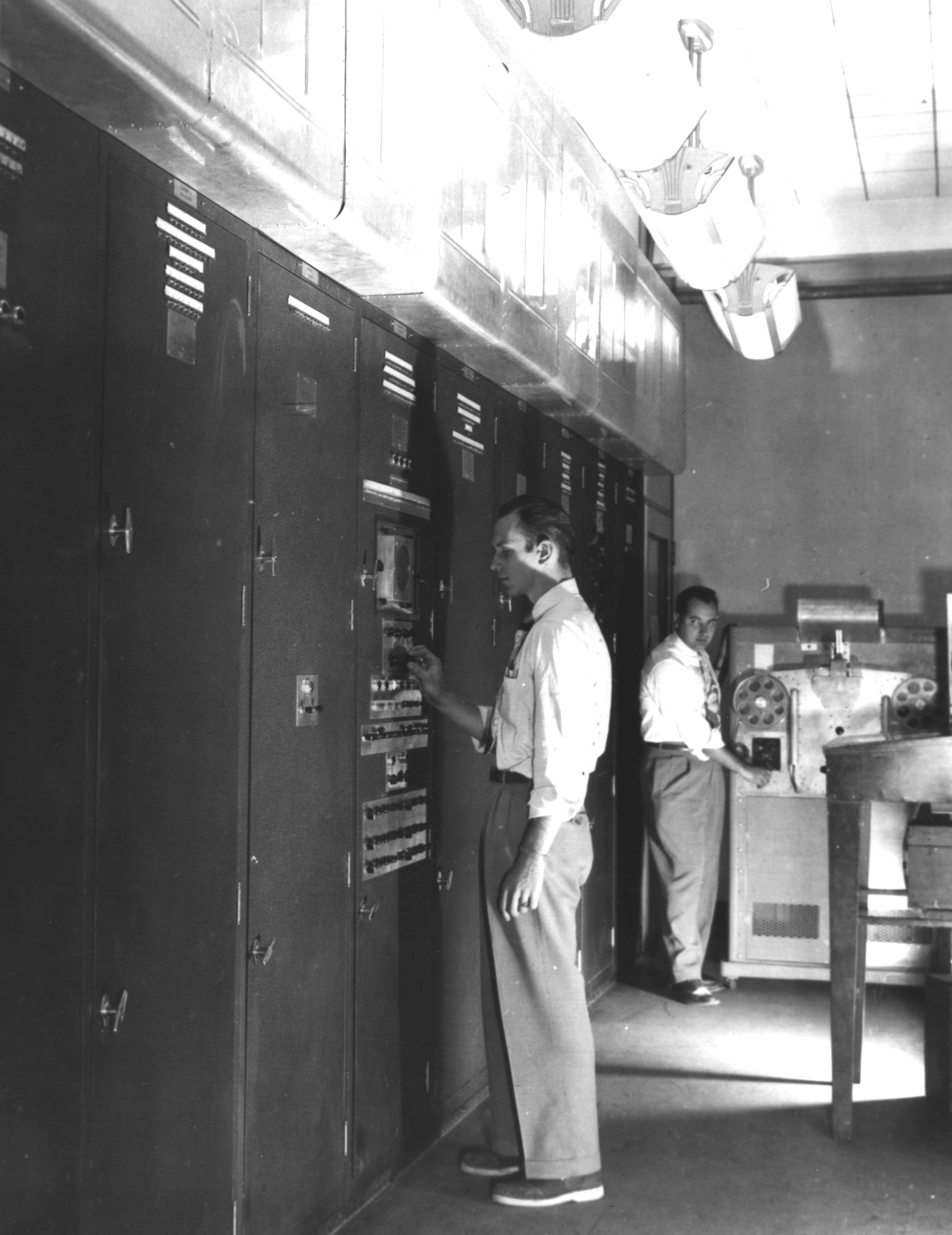
安装在弹道研究实验室的EDVAC

| First Draft of a Report on the EDVAC by John von Neumann, Contract No. W-670-ORD-4926, Between the United States Army Ordnance Department and the University of Pennsylvania Moore School of Electrical Engineering University of Pennsylvania June 30, 1945 | EDVAC報告書的第一份草案 約翰·馮·諾伊曼著, 合約號碼W-670-ORD-4926, 甲方美國陸軍軍械部門 乙方賓州大學摩爾電機工程學院 賓州大學 1945年6月30日 |

馮·諾伊曼於坐火車通勤到洛斯阿拉莫斯時，以手寫方式撰寫此份報告，並將此份手寫筆記寄回費城。戈德斯坦把此份報告付諸打字並複製。雖然報告上打字的日期為6月30日，但是在五天前，6月25日時，24份第一份草案的複製件已被分送給與EDVAC計劃有密切關係的人士。由於很多人對此份報告感到興趣，於是促使了此份報告存在的消息傳遍世界；劍橋大學的莫里斯·威爾克斯對於報告內容令他感到興奮，促使他決定在1946年夏天旅行到美國參加摩爾學院講習課程。

## 爭議

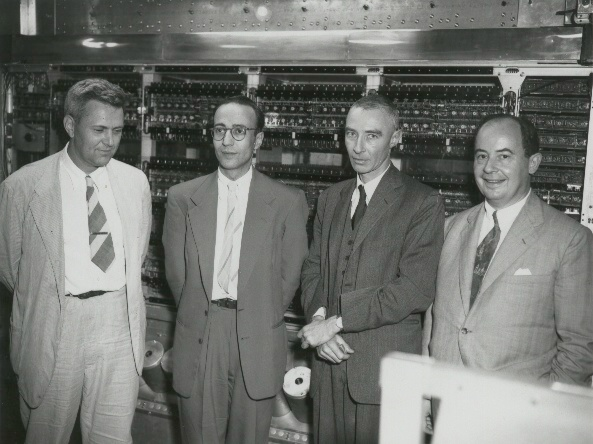
右一：約翰·馮·諾伊曼左二：赫爾曼·戈德斯坦

將這份初始報告公開（在法律的觀點上）而成為EDVAC設計團隊間激烈內鬨的源由，其原因有兩個。第一，公布此份報告阻礙了EDVAC的專利申請；第二，有一部分的EDVAC設計團隊為了爭奪儲存程式概念，於是修改了在賓州大學摩爾電機工程學院對於開發此概念相關的會議日期，使之較馮·諾伊曼於該學院擔任顧問日期還早。在《第一份草案》中所記載的很多工作成果與經過討論的概念所轉化成的正規邏輯語言所呈現的並不一致，而此一正規邏輯語言是馮·諾伊曼所熟悉的，因此，馮·諾伊曼與戈德斯坦並沒有在第一份草案上列出其他人為作者，只單獨歸功於馮·諾伊曼一人。

## 參考

冯·诺伊曼结构的設計概念。